# قصيدة سردية

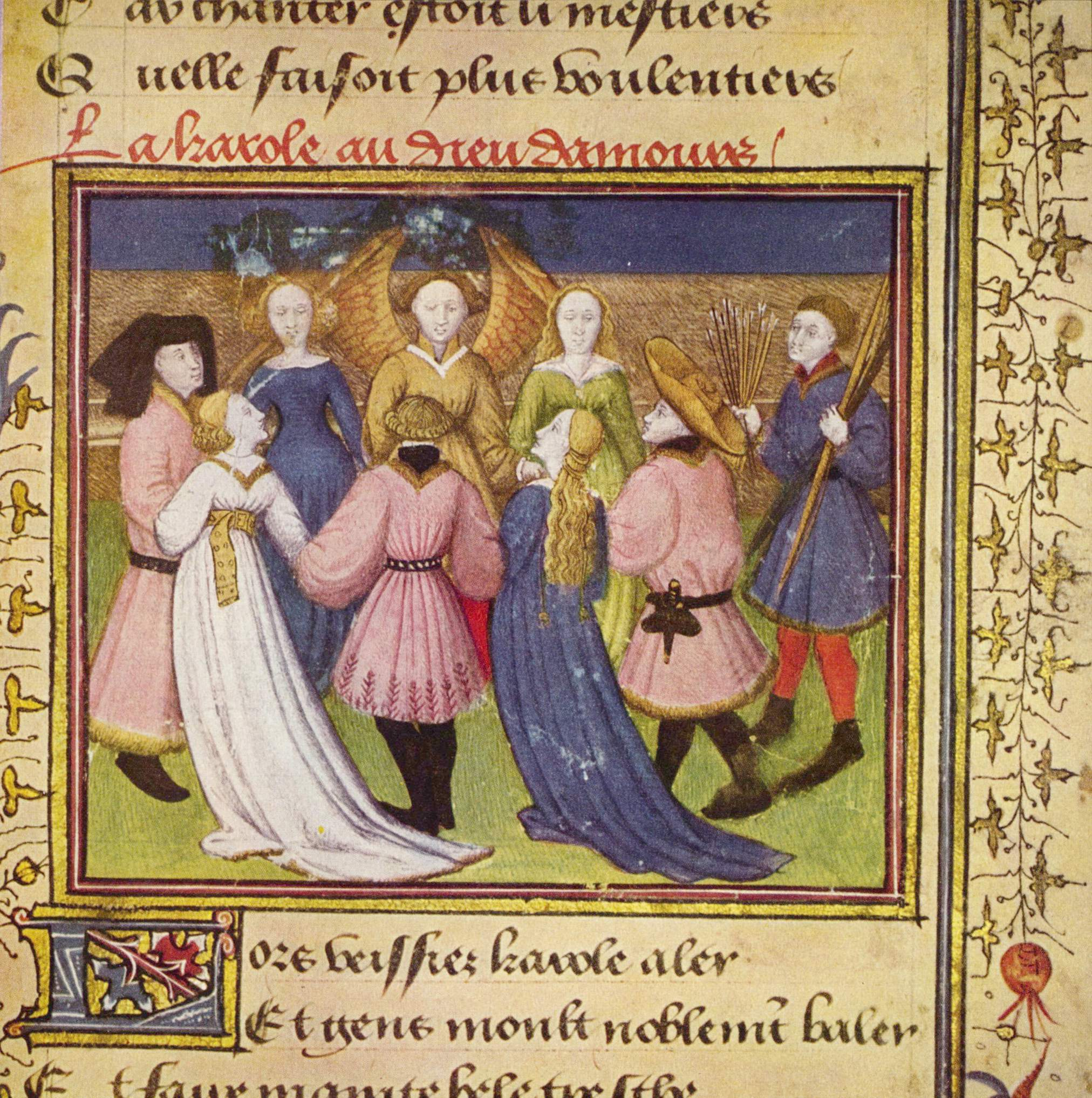
سيد رواية الورد

القصيدة السردية هي نوع من أنواع الشعر الذي يتحدث عن قصة وغالباً ما يستخدم صوت الراوي والشخصيات، القصة عادةً ما تكون أبياتها موزونة. وهذا النوع من الأشعار لا يحتاج إلى قافية. وهذا النوع يشمل الأشعار القصيرة والطويلة. والقصيدة السردية تشمل كل الأشعار الملحمية وأنواع من البالاد وأنواع أخرى.